# Russische Verhaulinien

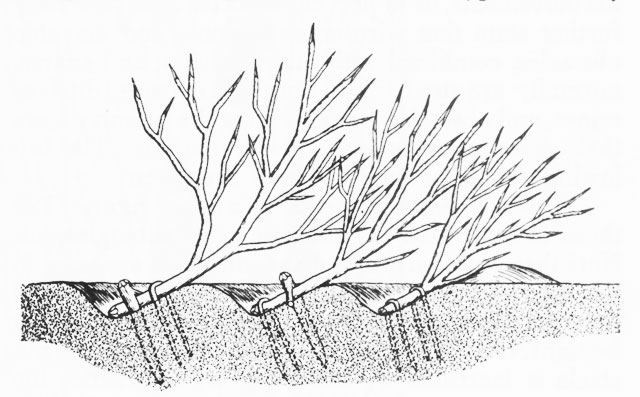
Model des Aufbaues der Russischen Verhaulinie.

Die russischen Verhaulinien (russisch Засечные черты) bestanden etwa vom 13. bis zum 18. Jahrhundert. Hierbei handelte es sich um ein aus speziellen Aufforstungen, Erdwällen und einem Ring aus Festungsstädten bestehendes System von Befestigungsanlagen, die an den südlichen und südöstlichen Grenzen des Moskauer Großfürstentums bzw. später des Russischen Zarentums errichtet worden waren. Hierdurch sollten die häufigen Angriffe der turktatarischen Steppennomaden effektiver abgewehrt werden.

## Geschichte

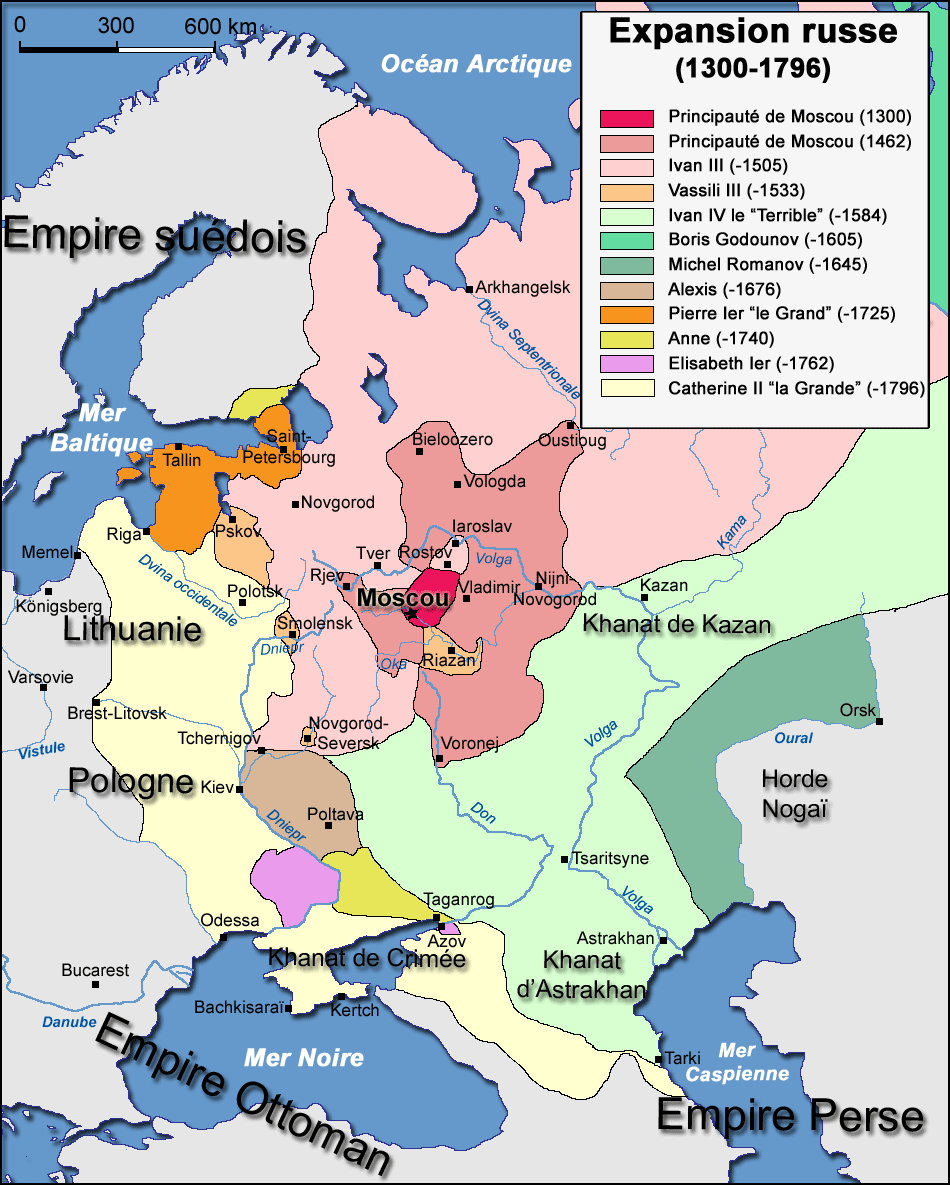
Ausdehnung des Moskauer bzw. Russischen Staates vom 14. bis zum 18. Jahrhundert

Die Verwendung von Verhaulinien in russischen Landen zum Schutz gegen Überfälle fand erstmals in Nowgoroder Urkunden aus dem 12. Jahrhundert Erwähnung. Spätestens im 13. Jahrhundert war diese Art der Grenzbefestigung auch in anderen altrussischen Fürstentümern üblich. Aus dieser Zeit stammen auch die ersten Erwähnungen von im Gebiet des Flusses Oka verlaufenden Befestigungen, die später zur Großen Moskauer Verhaulinie ausgebaut wurden.

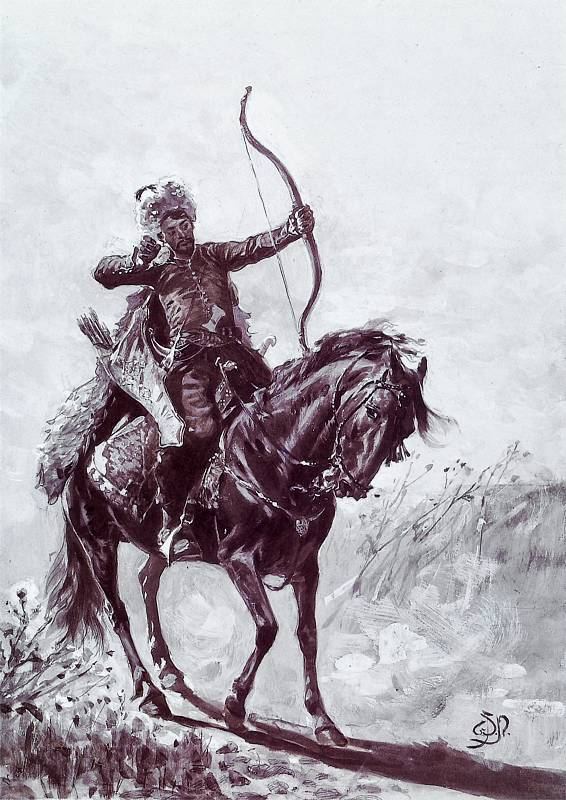
Krimtatarischer berittener Bogenschütze

Da die russischen Fürstentümer seit jeher insbesondere von Süden und Südosten angegriffen wurden – besonders gefährlich waren dabei die Krieger der Goldenen Horde und des Krimtatarischen Staates, – war es vor allem nach der Herausbildung des zentralisierten russischen Staates im 16. Jahrhundert notwendig, dessen südliche Grenzen für Tataren möglichst unpassierbar zu machen.

### Große Verhaulinie
Wann genau die Errichtung der Großen Verhaulinie begann, ist nicht bekannt, jedoch wurden hierfür stellenweise bereits bestehende Befestigungen verwendet. 1566 schließlich, in der Herrschaftszeit des Zaren Iwan IV. „des Schrecklichen“, wurde die Grenzanlage fertiggestellt.
Ihre unmittelbare Verwendung fand die Große Verhaulinie vor allem im 16. Jahrhundert, als die südlichen Grenzen des Moskauer Staates durch die Steppengebiete südlich der Oka verliefen. Anfang des 17. Jahrhunderts konnten Teile der Befestigungsanlage den Angriffen nicht standhalten, da die Krimtataren zu jener Zeit, als große Teile des Zarentums sich unter polnisch-litauischer Besatzung befanden, ihre Angriffe gegen das geschwächte Russland verstärkten. Auch die nicht beschädigten Teile der Grenzbefestigung waren im frühen 17. Jahrhundert bereits veraltet, was die russischen Herrscher dazu veranlasste, in den 1630er-Jahren die Anlagen nochmals ausbauen zu lassen. Finanziert wurden diese Arbeiten durch Erhebung einer Sondersteuer. Weitere Ausbauarbeiten an der Verhaulinie gab es vereinzelt noch in den 1660er- und 1670er-Jahren; da sich jedoch zu dieser Zeit die Grenzen des Zarentums bereits weit nach Süden hin ausgedehnt hatten, verlor die alte Verhaulinie an Bedeutung und wurde spätestens im 18. Jahrhundert endgültig aufgegeben. Stattdessen wurden im späten 17. Jahrhundert neue Grenzbefestigungslinien erbaut, so bei Simbirsk sowie im Gebiet des Flusses Kama.

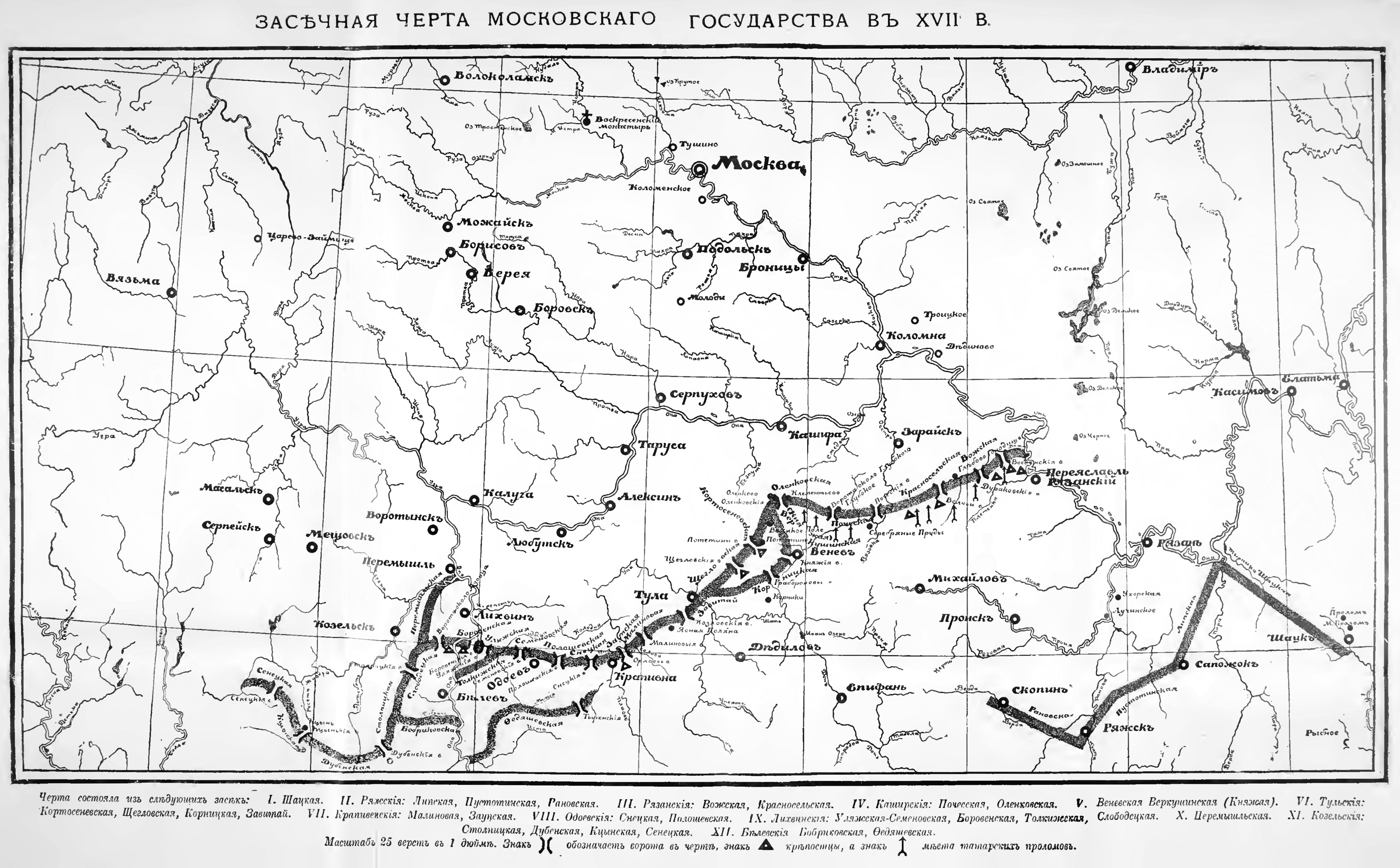
Karte der Großen Verhaulinie im 17. Jahrhundert

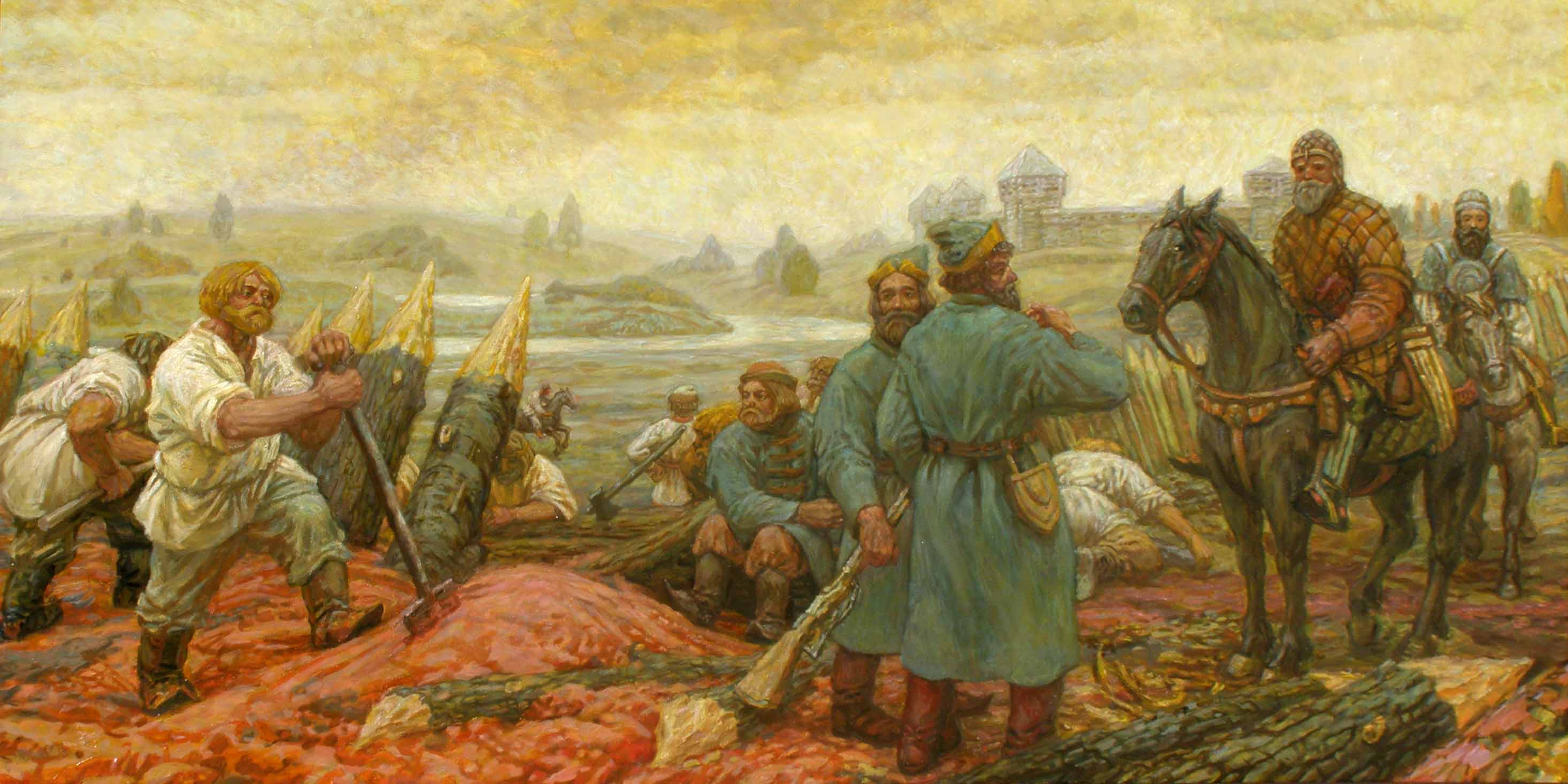
M. Presnjakow. Die Verhaulinie: an den südlichen Grenzen. 2010. Ölfarben auf Leinwand.

Die Große Verhaulinie erstreckte sich im 16. und 17. Jahrhundert ungefähr dem Verlauf der Oka folgend. Große Teile der Grenze befanden sich auf dem Gebiet der heutigen Oblaste Moskau, Kaluga, Tula, Orjol und Rjasan.
Was genau als Befestigung verwendet wurde, hing im Wesentlichen von der Topographie und der natürlichen Umgebung ab. An vielen Stellen wurden spezielle Waldstreifen angelegt, die im Verteidigungsfall schnell in Richtung Süden gefällt und so zu einem undurchdringlichen Hindernis für den Angreifer gemacht werden konnten. In Friedenszeiten waren solche Waldstreifen per Gesetz vor Einschlag geschützt, und auch das Betreten der Gebiete war bis auf festgelegte Passierstellen verboten. In weniger waldreichen Gebieten wurden anstatt der Aufforstungen künstliche Hindernisse angelegt, beispielsweise Erd- oder Holzwälle. Oft wurden aber auch natürliche Hindernisse, wie größere Flüsse und Sümpfe, mit in die Verteidigungslinie einbezogen. Die Gesamtlänge der Moskauer Verhaulinie belief sich in den 1630er-Jahren auf über 1000 Kilometer. Die künstlichen Befestigungsanlagen konnten stellenweise eine Breite von bis zu 60 km aufweisen.
Ergänzt wurden die Befestigungsanlagen durch einen sich entlang der südlichen Gebiete Moskowiens erstreckenden Ring von Festungsstädten, deren Kern typischerweise ein altrussischer Kreml darstellte. Zu diesen Festungsstädten gehörten unter anderem Kolomna, Tula, Wenjow und Rjasan. Insgesamt gehörten über 40 Städte zu diesem Verteidigungsring.
Stellenweise sind Reste der einstigen Befestigungsanlagen bis heute erhalten. Hierzu zählen vor allem die ehemaligen Festungen in den zur Verhaulinie gehörenden Städten, aber auch Reste von Waldstreifen und künstlichen Anlagen. Beispielsweise sind die Waldstreifen an einigen Stellen bis heute auf Luftbildern zu erkennen. Die Grenzreste in der Umgebung von Tula – der sogenannte „Tulaer Verhau“ – stehen heute unter Denkmalschutz.

### Belgoroder und andere Linien
Deutlich ausgedehnter war die Belgoroder Linie, die Mitte des 17. Jahrhunderts gebaut wurde. Sie verlief ca. 300 bis 400 km südlicher als die Große Verhaulinie und erstreckte sich von Ochtyrka bis Tambow. Weiter östlich wurde sie mit der Zeit durch ein System anderer Linien ergänzt, die bis zum Ural reichten: die Simbirsker Linie, die Sysraner Linie, die Transkama-Linie, die Isset-Linie etc. Die Belgoroder Linie bestand aus einer Vielzahl von Holzfestungen, die durch Verhaulinien miteinander verbunden waren. Ihre Errichtung reduzierte die Gefahr der Einfälle von Krimtataren erheblich und ermöglichte die Erschließung und Besiedlung der fruchtbaren Steppengebiete, die sie abschirmte.